# František Vitouš
František Vitouš (1906 – 1973) byl hajný a odbojář, který ukrýval parašutisty z výsadku Spelter.

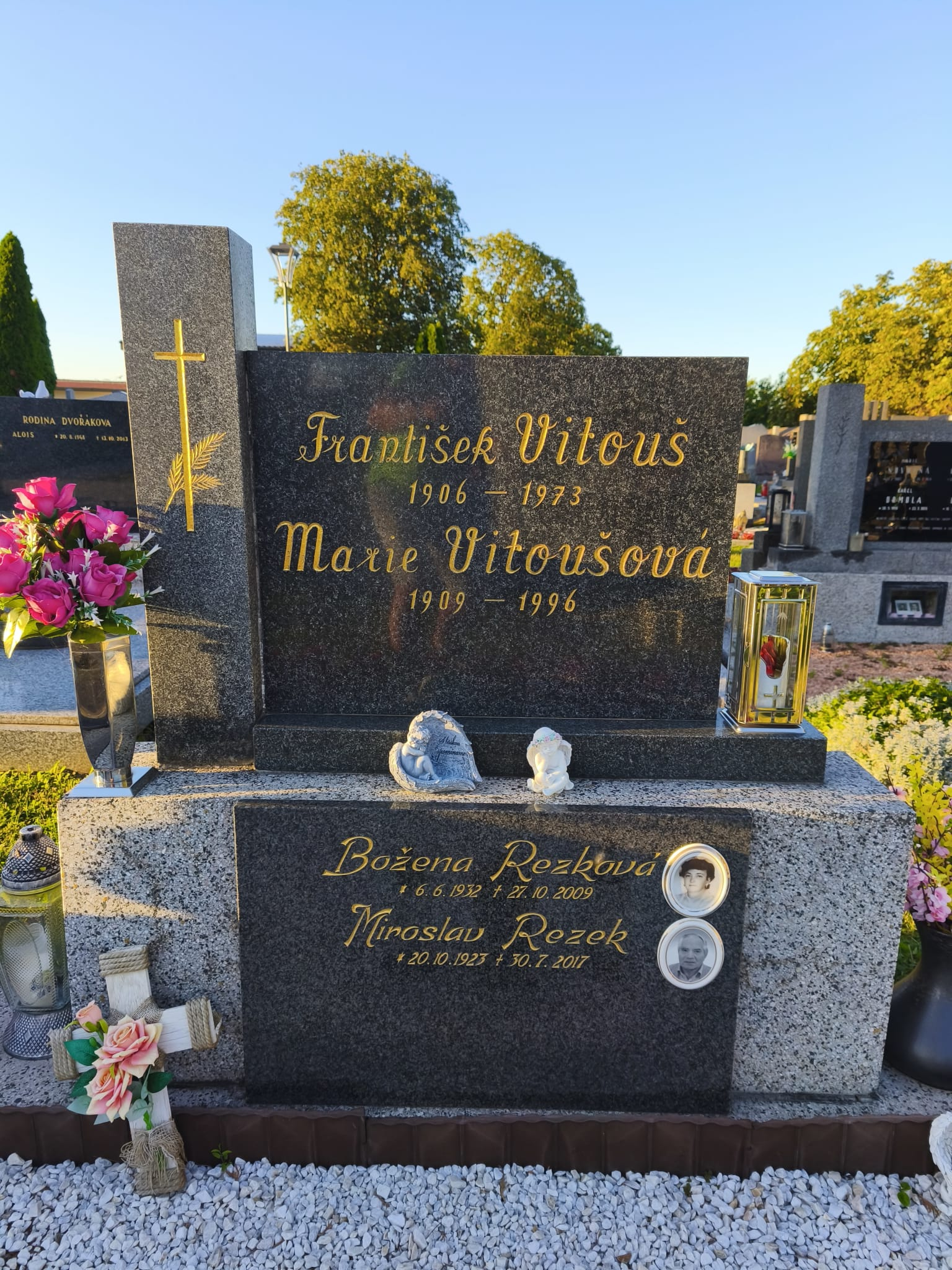
hrob Františka Vitouše v Božicích

Na hájenku  Na Ostrých u Myslibořic se František Vitouš přistěhoval v listopadu roku 1939.
V květnu roku 1944 tři parašutisté z výsadku Spelter Jaroslav Kotásek, Rudolf Novotný a Jan Vavrda našli útočiště na hájence Na Ostrých u Myslibořic u hajného Vitouše. 
Brněnské gestapo v noci z 15. na 16. června hájenku u Myslibořic obklíčilo.
Jaroslav Kotásek byl smrtelně zraněn, hajnému Vitoušovi a zbylým parašutistům se podařilo uprchnout.
Hajný Vitouš se ukrýval do konce války u kováře Stanislava Procházky v Jaroměřicích nad Rokytnou, kde po získání falešných dokladů na jméno Karel Vacek pokračoval v odbojové činnosti. Jeho žena byla vězněna v  Kounicových kolejích a obě dcery byly odvezeny do tábora ve Svatobořicích.
Po válce se pak všichni šťastně shledali.
Dcera Věra Doleželová (* 1930) sepsala v roce 2006 svoje vzpomínky.